# Rudy Dawson
Rudy Anthony Dawson Forbes (Zent de Matina, Limón, 8 de mayo de 1988)  es un futbolista costarricense, que juega en la posición de defensa, en el Municipal Santa Ana de la Primera  División de Costa Rica
En agosto de 2012 emigró a Escocia a hacer una prueba en el Dunfermline.

## Clubes
| Club                            | País        | Año           |
| ------------------------------- | ----------- | ------------- |
| Alajuelense                     | Costa Rica  | 2008-2010     |
| Uruguay de Coronado             | Costa Rica  | 2011-2015     |
| Puerto Rico FC                  | Puerto Rico | 2016-2017     |
| Asociación Deportiva San Carlos | Costa Rica  | 2018-2020     |
| Sporting Football Club          | Costa Rica  | 2021          |
| Club Sport Uruguay de Coronado  | Costa Rica  | 2022          |
| Municipal Santa Ana             | Costa Rica  | 2023-presente |